# Physocleora minuta
Physocleora minuta är en fjärilsart som beskrevs av W. Warren 1897. Physocleora minuta ingår i släktet Physocleora och familjen mätare. Inga underarter finns listade i Catalogue of Life.